# Friedrich Gustav Schilling
Pour les articles homonymes, voir Schilling.
Friedrich Gustav Schilling, avec comme pseudonyme Zebedäus Kukuk, (1766-1839) est un romancier allemand.

## Biographie
Né à Dresde, il sert longtemps dans l'artillerie dont il devient capitaine en 1807. Il démissionne peu après, et vient se fixer d'abord à Freiberg, puis à Dresde.

## Œuvres
Écrivain prolifique, ses œuvres complètes ont été publiées entre 1828 et 1838 en 80 volumes. Il a écrit des poèmes, des nouvelles et des romans, et a souvent cherché à dévoiler la moralité hypocrite de la petite bourgeoisie allemande, sans avoir pour autant négligé les genres comique ou érotique.
- Meine Launen zu Baden, Vienne, 1781
- Elise Colmar, Freiberg, 1783
- Drako, Weißenf. 1789
- Julius, Freib. 1789
- Denkwürdigkeiten des Herrn von H,, eines teutschen Edelmanns, Berlin (mais sous la fausse mention de Rome), 1787, roman érotique.
- Gedichte (Poèmes) Freiberg et Annaberg, 1790
- Guido von Sohnsdom, Freiberg, 1791
- Röschens Geheimnisse, Pirna, 1798
- Julius, Freiberg, 1799
- Clärchens Geständnisse, Freiberg, 1799
- Das Weib, wie es ist, Pirna, 1800
- Gotthold, 1801
- Die Versucherin, 1804
- Der Beichtvater, Pirna, 1803
- Der Weihnachtsabend, Dresde, 1805
- Abendgenossen, 1805
- Die Ignoranten, 1805
- Glossen, 1807
- Mondsteinwürfe, 1808
- Der Mädchenhüter, Dresde, 1808,
- Die Brautschau, Dresde, 1809
- Der Mann, wie er ist, 1809
- Schriften, Dresde, 1810
- Der Liebesdienst, Dresde, 1811
- Die Flitterwochen meiner Ehe, Dresde, 1812
- Flitterwochen, 1812
- Geschichten, 1812
- Irrlichter, 1813
- Laura im Bade, Dresde, 1815
- Flocken, Dresde, 1816
- Die Wunderapotheke, 1816
- Die Neuntödter, 1816
- Freudengeister, Dresde, 1817
- Flämmchen, Dresde, 1819
- Heimchen, Dresde, 1819
- Verkümmerung, 1819
- Stoffe (nouvelles), Dresde, 1820
- Familie Bürger, Dresden 1820
- Wallons Töchter, 1821
- Zeichnungen, Dresden 1821
- Wolfgang oder der Name in der That, Dresde, 1822
- Häusliche Bilder, Dresde, 1822,
- Zeichnungen, 1821
- Sämmtliche Schriften, Dresde, 1828
- Leander, Dresde, 1828
- Stern und Unftern, Dresde, 1827
- Die Geschwister, Dresde, 1827
- Die Ueberraschungen, Dresde, 1830
- Der Hofzwerg, Dresde, 1830
- Der kleine Junker, Bautzen, 2009